# Девиз на Квебек
Националният девиз на Квебек за първи път се появява на сградата на Парламента, а по-късно - и върху герба на Квебек, както и върху регистрационните номера на колите.
Измислен е от Южен-Етиен Таше, който е и архитект на сградата на Парламента на Квебек.